# Swansea City Ladies Football Club
Maillots
Swansea City Ladies Football Club est un club de football féminin situé à Swansea, au pays de Galles.

## Histoire
Swansea City Ladies Football Club remporte le Championnat du pays de Galles de football féminin en 2009-2010 et 2010-2011 ainsi que la Coupe du pays de Galles de football féminin en 2010-2011, réalisant ainsi le doublé cette saison-là.
Le 25 octobre 2021, après une victoire 5-1 sur le terrain des New Saints, les Swans atteignent une série d'invincibilité de trois ans.

## Palmarès
- Championnat du pays de Galles (6) : 2010, 2011, 2017, 2020, 2021 et 2022
- Championnat de Galles du Sud (5) : 2007, 2008, 2009, 2010, 2012
- Vainqueur de la Coupe du Pays de Galles (3) : 2011, 2015 et 2018
- Vainqueur de la Coupe de la Ligue du pays de Galles (2) : 2016[3] et 2021
- Vainqueur de la Coupe de la Ligue de Galles du Sud (2) : 2007, 2008
- Finaliste de la Coupe du pays de Galles (2) : 2014 et 2017
- Finaliste de la Coupe de la Ligue du pays de Galles (4) : 2015[4], 2019, 2024 et 2025[5]
- Finaliste de la Coupe de la Ligue de Galles du Sud (1) : 2009
- Doublé Championnat du pays de Galles-Coupe du Pays de Galles (1) : 2011